# Schilfrohrsänger
Der Schilfrohrsänger (Acrocephalus schoenobaenus) ist ein Singvogel aus der Gattung der Rohrsänger (Acrocephalus) und der Familie der Rohrsängerartigen (Acrocephalidae). Es werden keine Unterarten unterschieden.

## Verbreitung

Verbreitung des Schilfrohrsängers:
Brutgebiete
Migration
Überwinterungsgebiete

Der Schilfrohrsänger ist in ganz Europa mit Ausnahme der Iberischen Halbinsel und Südeuropas ein verbreiteter Sommervogel. Nach Osten reicht die Verbreitung bis zum Jenissei und das nördliche Zentralasien. Die Türkei und das Kaukasusgebiet sind ebenfalls Brutgebiete.
Die Art ist ein obligater Zugvogel mit Überwinterungsgebieten südlich der Sahara.

## Beschreibung
Der Schilfrohrsänger ist etwa 13 cm lang und hat eine Flügelspannweite von 17 bis 21 cm. Das Gewicht beträgt etwa 10 bis 15 Gramm. Die Oberseite ist braun grau gemustert, seine Unterseite gelblich gefärbt. Der kleine Vogel hat eine weißliche Kehle und einen spitzen Schnabel. Er hat einen hellgrauen Überaugenstreif und eine schwarze Kopfdecke. Männchen und Weibchen haben die gleiche Färbung. Sein Ruf klingt wie „tscheck“ und „schrrr“.

## Lebensraum

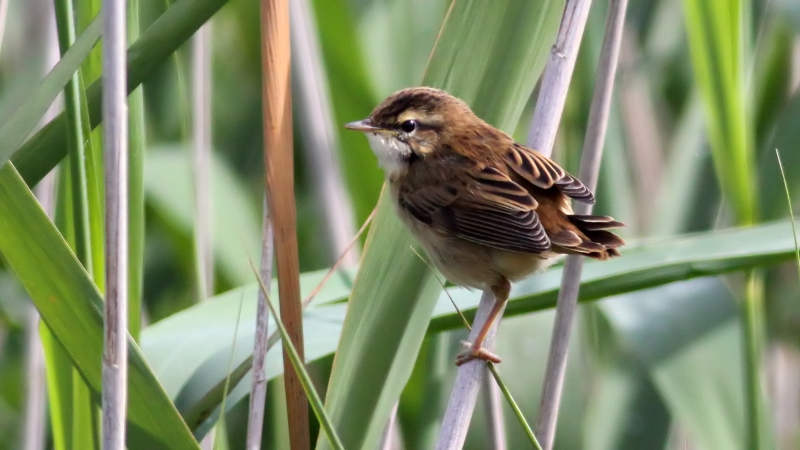
Jungtier

Als Brutvogel kommt der Schilfrohrsänger von der borealen bis zur mediterranen und Steppenzone der West- und Zentralpaläarktis vor. Seine Höhenverbreitung reicht vom Tiefland bis in die unteren Mittelgebirgslagen. Im Nordwesten Europas ist die Verbreitung lückenhaft, die südliche Verbreitungsgrenze liegt im Norden des Mittelmeerraums und dem Donaudelta Rumäniens. Zum Teil zersplitterte Vorkommen gibt es im Südwesten, der Mitte und im Osten Anatoliens. Die Art kommt ferner auf der Krim, in Aserbaidschan und im Nordwesten Irans vor.
In fast ganz Europa ist der Langstreckenzieher von April bis Oktober anwesend. Sein Winterquartier hat er südlich der Sahara in Afrika. Abreisezeit und Zugrichtung sind ihm angeboren. Um die rund 6.000 Kilometer gut zu überstehen, legt der Nachtzieher Fettreserven an. Der Schilfrohrsänger lebt im dichten Schilf und Ufergebüsch, in Mooren, Sümpfen, auf Feuchtwiesen und im Kulturland.

## Ernährung
Der Schilfrohrsänger ernährt sich von Insekten, Spinnentieren, kleineren Weichtieren und Beeren.

## Fortpflanzung

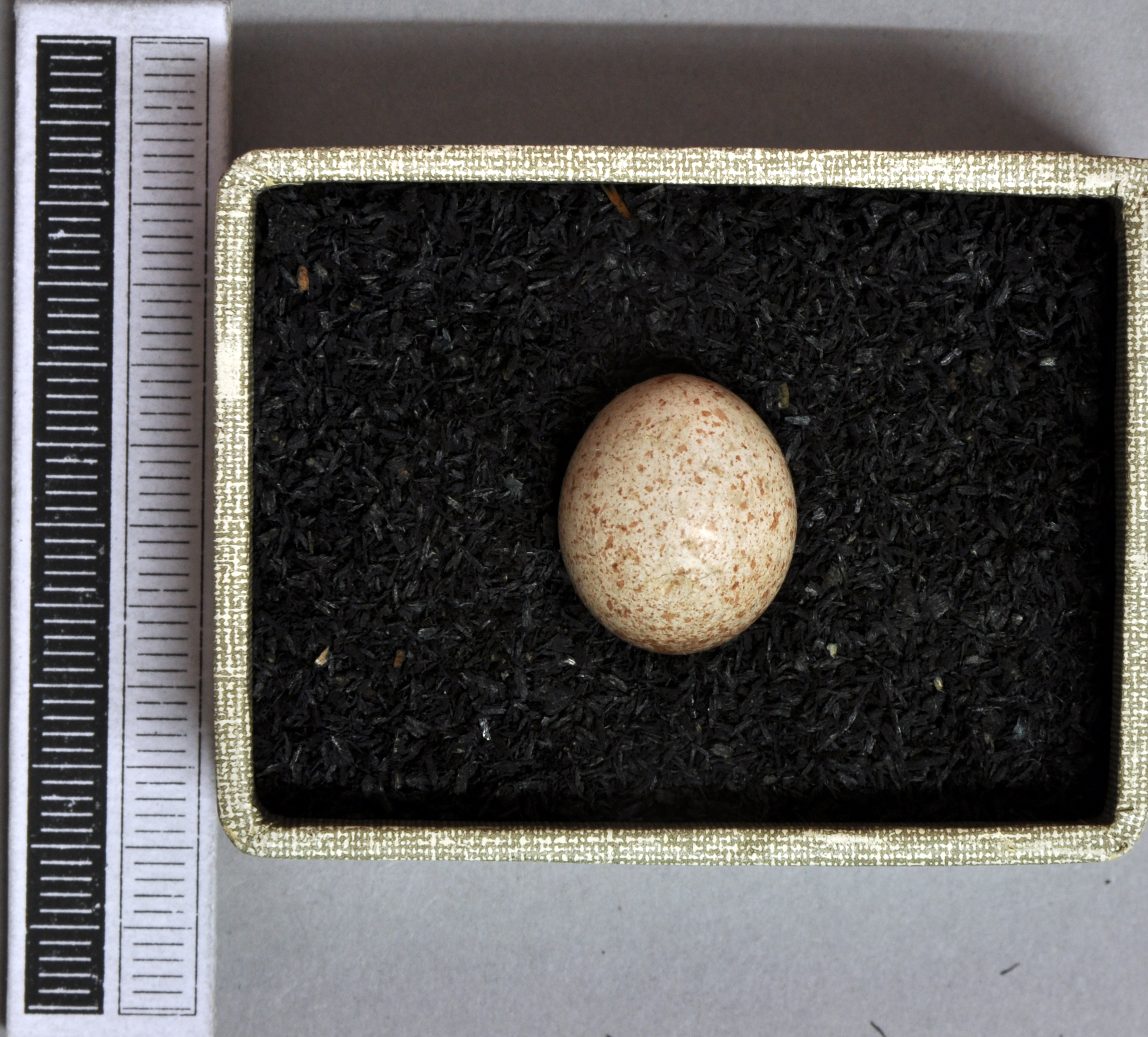
Ei, Sammlung Museum Wiesbaden

Die Geschlechtsreife tritt nach einem Jahr ein. Die Hauptbrutzeit ist Mai bis Juli. Das Nest wird niedrig über dem Boden in dichter Vegetation gebaut. Das Weibchen legt 4 bis 6 Eier. Die Eier werden 12 bis 14 Tage lang abwechselnd von beiden Partnern gewärmt. Die Jungvögel werden nach 10 bis 12 Tagen flügge.

## Gefährdungssituation und Bestand
Die Art wird wegen des sehr großen Verbreitungsgebietes von etwa 20.100.000 km² und der stabilen Gesamtbestände von etwa 12 bis 22 Millionen adulten Individuen in der Roten Liste der IUCN als nicht gefährdet (Least Concern) eingestuft.
Der europäische Brutbestand wird auf 4,4 bis 7,4 Millionen Brutpaare geschätzt. Große Populationen finden sich in Russland, wo zwischen 1,3 und 2,5 Millionen Brutpaare vorkommen, in Rumänien (0,85 bis 1,1 Millionen Brutpaare) und Bulgarien (0,6 bis 0,8 Millionen Brutpaare). Der Bestand in Mitteleuropa wird auf 315.000 bis 593.000 Brutpaare geschätzt. Als Grund für eine leichte Abnahme der europäischen Brutbestände nennt die IUCN das Auftreten von Dürren in den westafrikanischen Winterquartieren.

## Trivia
Der Asteroid des äußeren Hauptgürtels (8961) Schoenobaenus ist nach dem Schilfrohrsänger benannt (wissenschaftlicher Name: Acrocephalus schoenobaenus). Zum Zeitpunkt der Benennung des Asteroiden am 2. Februar 1999 befand sich der Schilfrohrsänger auf der niederländischen Roten Liste gefährdeter Arten.